# Formicoxenus quebecensis
Formicoxenus quebecensis är en myrart som beskrevs av André Francoeur 1985. Formicoxenus quebecensis ingår i släktet Formicoxenus och familjen myror. IUCN kategoriserar arten globalt som sårbar. Inga underarter finns listade i Catalogue of Life.

## Bildgalleri

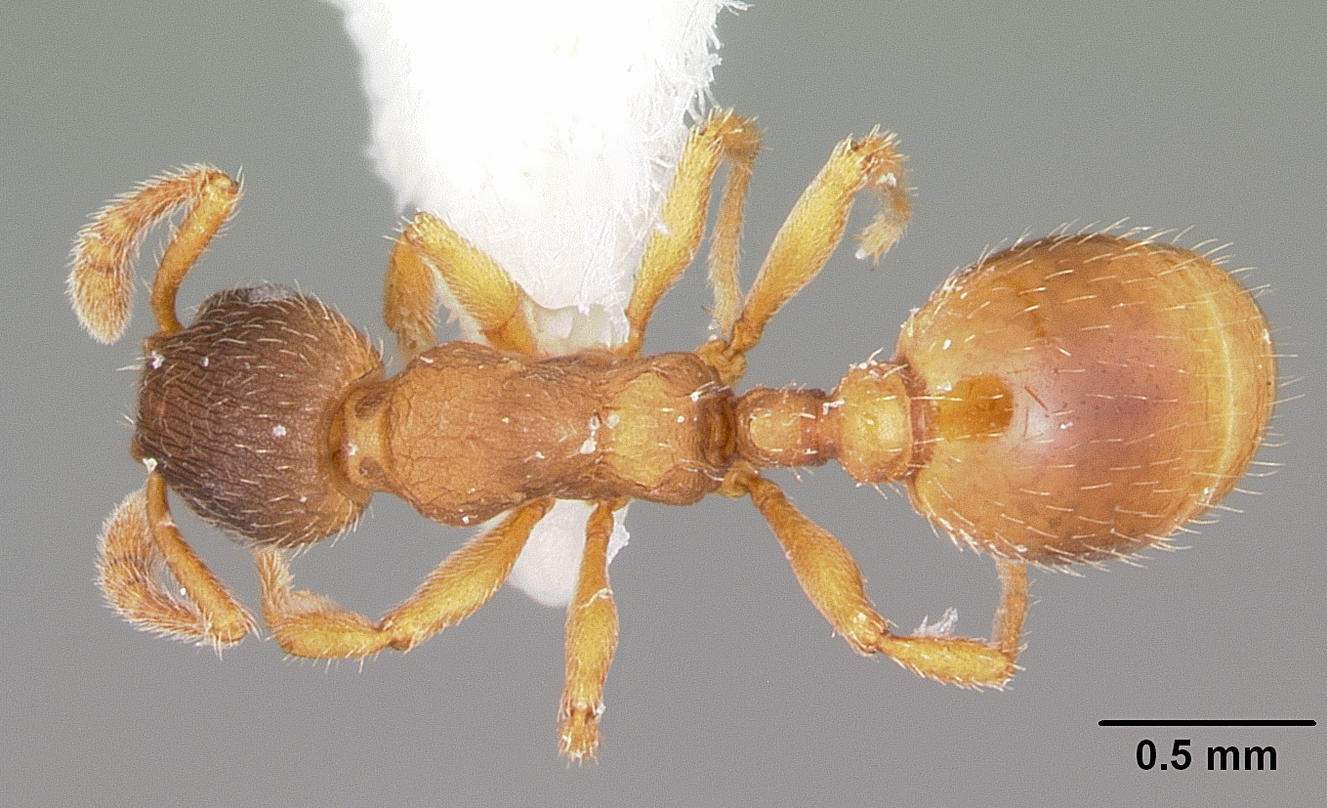
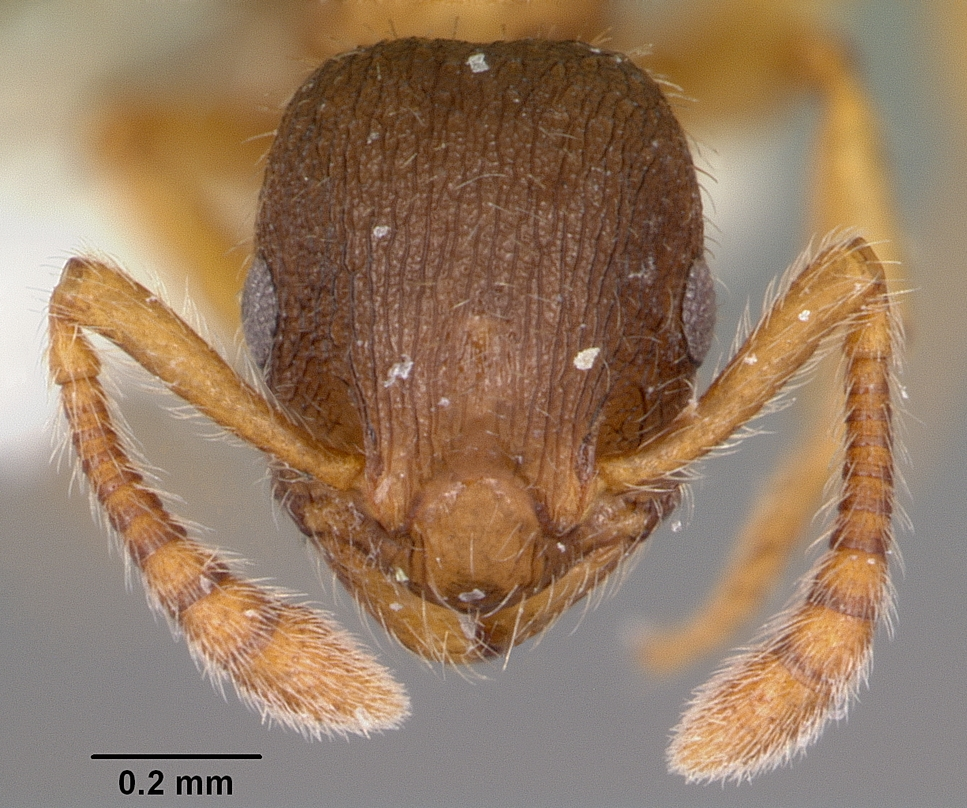
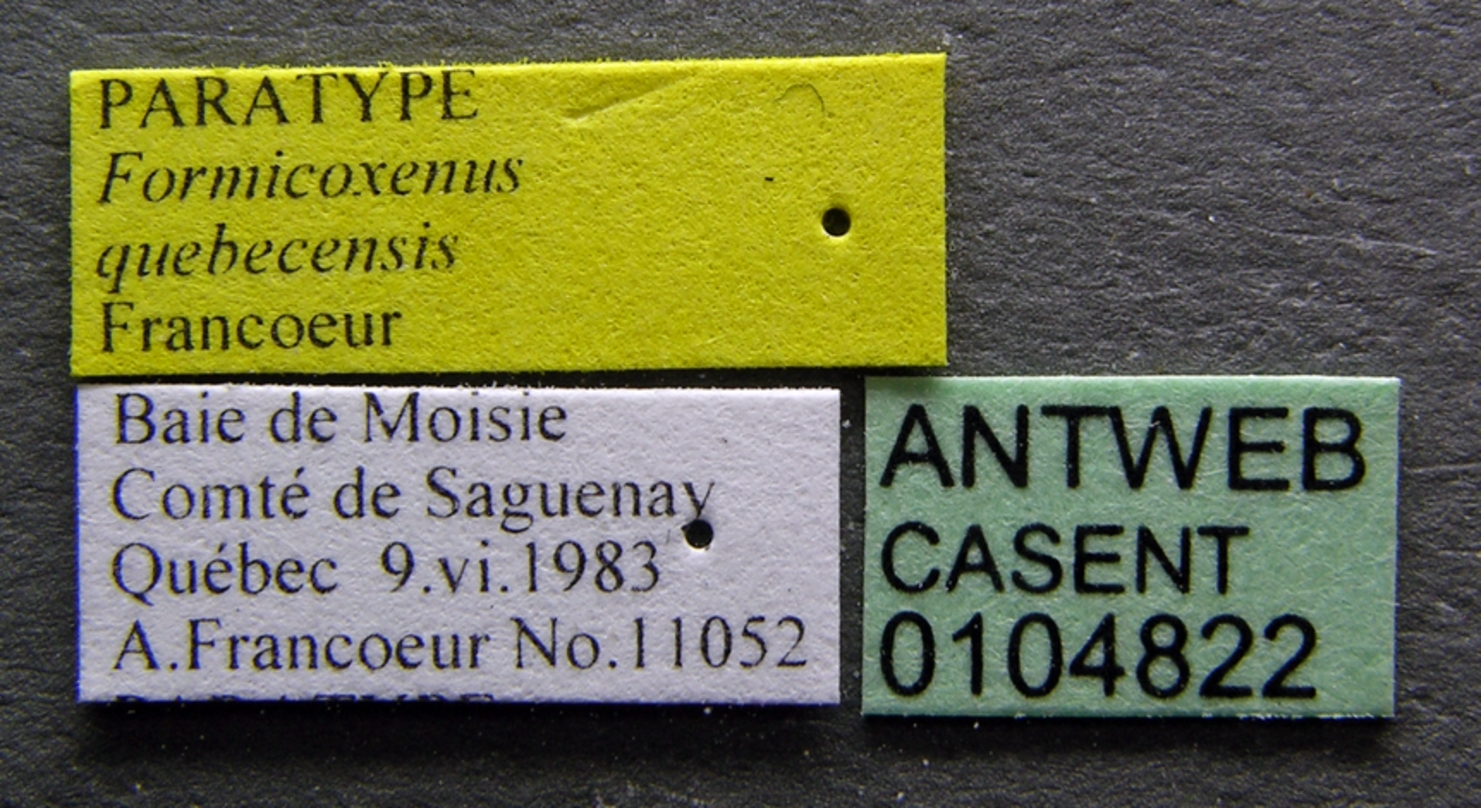